# Rohda Raalte
Rohda Raalte es un club de fútbol de Raalte, los Países Bajos. Juega en la temporada 2017–18 en la Eerste Klasse E.
El club tuvo sus años de gloria de 1978 a 1988 cuándo  acabaron 10 años en la parte superior entre las cuatro primeras posiciones de la Hoofdklasse, en aquel tiempo la liga amateur más alta. En 1979 se convirtieron en campeones generales amateurs.